# 惊声尖叫2
《驚聲尖叫2》（英語：Scream 2）是一部1997年上映的美國恐怖片。由凱文·威廉森執筆，衛斯·克萊文執導，並由妮芙·坎貝爾、寇特妮·考克絲、大衛·艾奎特、莎拉·蜜雪兒·吉蘭、傑米·甘迺迪、 蘿莉·麥凱佛、傑瑞·歐康諾、潔達·蘋姬與李佛·薛柏主演。本片以前作《驚聲尖叫》故事發生後的2年為背景，同樣圍繞在前作主角席妮身上，在逃過上次的追殺後，這次，鬼臉殺人將仿效之前的殺手，再次執起尖刀迎向席妮與其周遭人物。2000年推出續集《驚聲尖叫3》。

## 故事
由蓋兒·魏德斯（寇特妮·考克絲 飾演）所著作的犯罪紀實書《伍茲伯勒謀殺案》所改編的電影《刺殺》（Stab）開始上映，然而就在電影上映時，席妮·皮斯考克（妮芙·坎貝爾 飾演）就讀的溫莎大學兩名四年級生遭到了殺害，此次，鬼面殺手將模仿犯罪，一一的向席妮及其周邊的人物，趕盡殺絕，同時，倖存的席妮、杜威、蓋兒以及藍迪究竟能否再次逃過一劫？

## 登場角色
主角
| 演員          | 角色                                      | 備註 |
| 妮芙·坎貝爾   | 席妮·皮斯考克 Sidney Prescott             | 本作主角，一位聰明、足智多謀的女子，在經歷前作的事件後，現在已是就讀於溫莎大學的一名19歲學生。由於作為「伍茲伯勒事件倖存者」的身份而引來媒體的關注，渴望過著正常生活的席妮則再度成為兇手鎖定的目標。 |
| 大衛·艾奎特   | 杜懷特·「杜威」·瑞利 Dwight "Dewey" Riley | 伍茲伯勒鎮的副警長，席妮的舊識，在經歷前作的事件後，其手臂因刺傷導致神經損傷而癱瘓，但在得知溫莎學院的謀殺案後則決議幫助席妮。                                                                       |
| 寇特妮·考克絲 | 蓋兒·魏德斯 Gale Weathers                 | 電台節目“Top Story”的記者，一位雄心勃勃、意志堅強的女子。在經歷前作的事件後，撰寫了一本發生在伍茲伯勒謀殺案的新書，並前往溫莎學院調查當地發生的謀殺案。                                              |
| 傑米·甘迺迪   | 藍迪·米克斯 Randy Meeks                   | 席妮的摯友，在經歷前作的事件後與席妮一同升上溫莎大學，並依舊暗戀著席妮。 |

其他角色
| 演員             | 角色                                                                 | 備註 |
| 莎拉·蜜雪兒·吉蘭 | 凱西·「西西」·庫柏 Casey "Cici" Cooper                               | 溫莎大學學生皆聯誼會的成員，藍迪的同學。                                                                   |
| 蘿莉·麥凱佛      | 黛比·沙特/南西·魯米斯/鬼面殺手 Debbie Salt / Nancy Loomis /Ghostface | 記者，實際為比利·魯米斯的母親，在兒子去世後悲痛欲絕。她進行了改頭換面策劃了一系列謀殺案。                  |
| 艾莉絲·尼爾      | 海莉·麥丹尼爾 Hallie McDaniel                                        | 溫莎大學學生，席妮的好友兼室友，一位迷人的年輕女性；第一版本的劇本裡面為鬼面殺手，因為劇本外流被迫修改。   |
| 傑瑞·歐康諾      | 德瑞克·富萊德曼 Derek Fledman                                        | 溫莎大學學生，年輕帥氣，風度翩翩的男子，席妮的新男友；第一版本的劇本裡面為鬼面殺手，因為劇本外流被迫修改。 |
| 提摩西·奧利芬    | 米奇·阿爾蒂里/鬼面殺手 Mickey Altieri / Ghostface                    | 溫莎大學學生，一個痴迷於電影的偏執男子，也是一系列校園謀殺案背後的幕後兇手。                               |
| 潔達·蘋姬        | 莫琳·伊凡斯 Maureen Evans                                            | 溫莎大學四年級生，菲爾的女友，全劇的第二個受害者。                                                         |
| 李佛·薛柏        | 卡頓·威瑞 Cotton Weary                                               | 席妮母親的外遇對象，也是曾被席妮誤會並控告為殺害其母親的兇手，在經歷前作的事件後受到媒體的關注。           |
| 杜安·馬丁        | 喬爾·瓊斯 Joel Jones                                                 | 蓋兒的新攝影師。                                                                                           |
| 奧馬爾·愛普斯    | 菲爾·史蒂芬斯 Phil Stevens                                           | 溫莎大學四年級生，莫琳的男友，全劇的第一個受害者。                                                         |
| 海瑟·葛拉罕      | 海瑟·葛拉罕                                                          | 於《刺殺》中飾演凱西·貝克的演員。                                                                          |
| 朵莉·史貝林      | 朵莉·史貝林                                                          | 於《刺殺》中飾演席妮·皮斯考克的演員。                                                                      |
| 路克·威爾遜      | 路克·威爾遜                                                          | 於《刺殺》中飾演比利·魯米斯的演員。                                                                        |

## 評價
《驚聲尖叫2》獲得了廣泛的好評，其中有許多評論家認為此部續集無論在驚悚部分還是幽默部分，都超越了第一部。
| 爛番茄             | Metacritic       |
| ------------------ | ---------------- |
| 81％（73名評論者） | 63（22名評論者） |

## 獎項
| 年度 | 大獎        | 獎項         | 入圍          | 結果 |
| ---- | ----------- | ------------ | ------------- | ---- |
| 1998 | 土星獎      | 最佳女演員   | 妮芙·坎貝爾   | 提名 |
| 1998 | 土星獎      | 最佳恐怖電影 | 最佳恐怖電影  | 提名 |
| 1998 | 土星獎      | 最佳女配角   | 柯特妮·考克斯 | 提名 |
| 1998 | MTV電影大獎 | 最佳女演員   | 妮芙·坎貝爾   | 獲獎 |
| 1998 | 金酸莓獎    | 最差新人     | 朵莉·史貝林   | 提名 |

## 腳註
1. ↑  . Rotten Tomatoes. IGN Entertainment, Inc.   [2015-04-23]. （原始内容存档于2021-01-17）.
2. ↑  . Metacritic. CNET Networks, Inc.   [2015-04-23]. （原始内容存档于2007-12-19）.

## 外部連結
- 互联网电影数据库（IMDb）上《惊声尖叫2》的资料（英文）
- AllMovie上《驚聲尖叫2》的资料（英文）
- 爛番茄上《惊声尖叫2》的資料（英文）
- Box Office Mojo上《惊声尖叫2》的資料（英文）
- Metacritic上《惊声尖叫2》的資料（英文）